# Yell

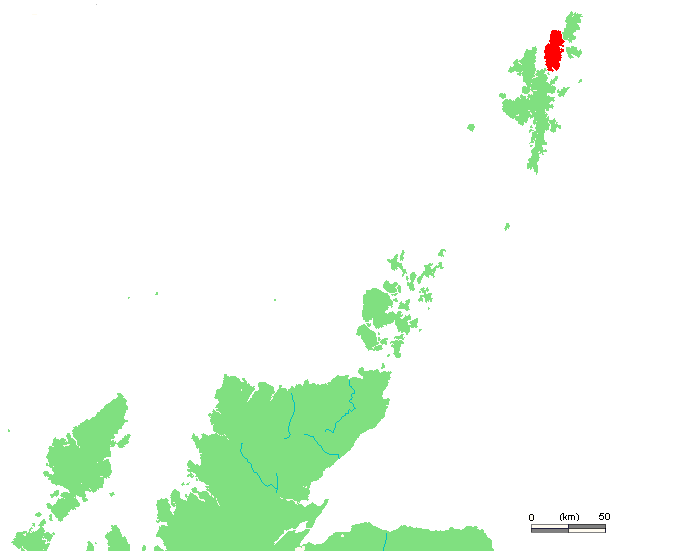
Yell är markerad med rött.

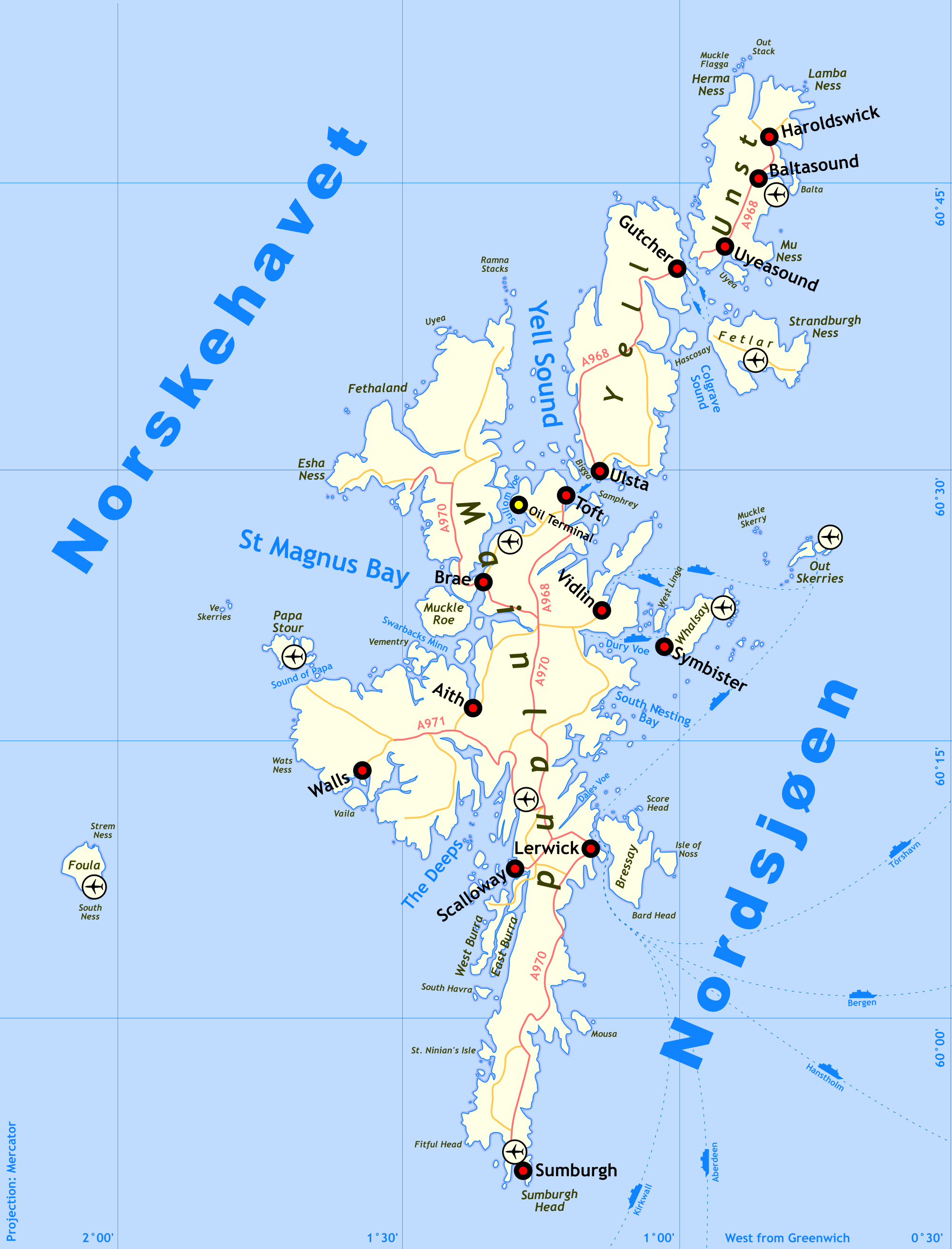
Karta över Shetlandsöarna

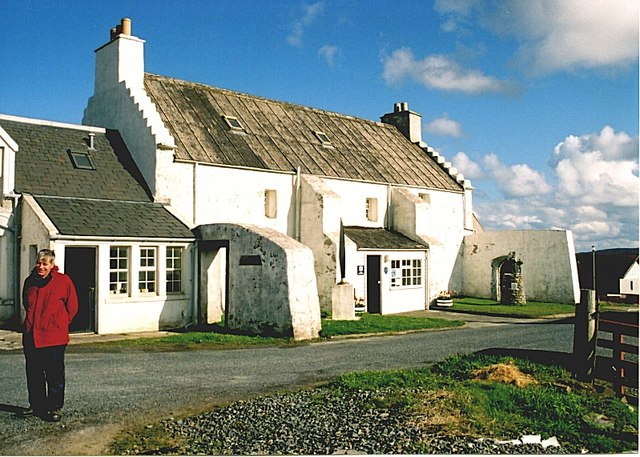
Old Haa museum.

Yell är en ö i den norra delen av Shetlandsöarna i Skottland. Ön är ögruppens näst största. Den är 27 km lång och 11 km bred. Den hade 957 invånare 2001.
Färjeförbindelser finns från Ulsta till Mainland, från Gutcher till Belmont, Shetlandsöarna på Unst och till Oddsta på Fetlar. Andra samhällen på Yell är Burravoe, Camb, Mid Yell, Cullivoe och Gloup.